# Egon Krenz
Egon Krenz (Kołobrzeg, 19 de março de 1937) é um político alemão retirado da vida pública, considerado como o último dirigente da República Democrática Alemã (RDA) antes da sua dissolução.

## Vida
Krenz nasceu em Kolberg, actualmente na Polónia. A sua família foi realojada em 1944, após o avanço do Exército Vermelho para Berlim. Cresceu na República Democrática Alemã e em 1955 afiliou-se no Partido Socialista Unificado da Alemanha (SED). Ocupou numerosos cargos durante a existência da RDA, sendo secretário-geral da FDJ, deputado e membro do Comité Central do SED. Em 1983 foi eleito membro do Politburo.
Com as numerosas mobilizações contra o regime em finais de 1989, Erich Honecker foi forçado a demitir-se em 18 de outubro, sendo substituído por Egon Krenz na secretaria-geral do SED e como chefe-de-Estado da RDA. Ultrapassado pelos acontecimentos, durante o seu curto mandato começou a ser derrubado o Muro de Berlim e a fronteira interna alemã, e colapsou a estrutura do Estado da RDA. Perante tal situação, Krenz demitiu-se dos seus cargos em 7 de dezembro e em 1990 foi expulso do novo Partido do Socialismo Democrático (PDS).
Em 1997 foi processado pelas autoridades da Alemanha unificada, acusado pela morte de pessoas que tentaram escapar ilegalmente através do Muro de Berlim e de "fraude eleitoral". Krenz recorreu da sentença alegando que não podia ser julgado por leis de outro Estado por factos que ocorreram na RDA, embora em 1999 fosse encarcerado.
Em 2003 foi libertado depois de cumprir metade da sua pena de prisão e retirou-se para a tranquila Dierhagen, em Mecklemburgo. Krenz é um dos últimos defensores ferrenhos da reconstrução da antiga República Democrática Alemã.

## Publicações
- Die Aufgaben der FDJ-Grundorganisationen an den Oberschulen. Berlin 1972.
- Zur Jugendpolitik der SED. Auf dem Weg zum XI. Parteitag der SED. Berlin 1985.
- Rede auf der 9. Tagung des ZK der SED, 18. Oktober 1989. In: Beginn der Wende und Erneuerung. Dietz Verlag, Berlim 1989, ISBN 3-320-01539-7.
- Das Wohl des Volkes ist unser elementarer Leitsatz. Erklärung des Vorsitzenden des Staatsrates der DDR vom 24. Oktober 1989 vor der Volkskammer der DDR. Staatsverlag der Deutschen Demokratischen Republik, Berlim 1989, ISBN 3-329-00688-9.
- Wenn Mauern fallen. Die friedliche Revolution. Vorgeschichte – Ablauf – Auswirkungen. Unter Mitarbeit von Hartmut König und Gunter Rettner. Paul Neff Verlag, Wien 1990, ISBN 3-7014-0301-5.
- Herbst ’89. Mit einem aktuellen Text. edition ost, Berlim 2009, ISBN 978-3-360-01806-9. (1. Auflage 1999)
- Widerworte. Aus Briefen und Zeugnissen 1990 bis 2005. edition ost, Berlim 2006, ISBN 3-360-01071-X.
- Exklusivinterview mit Genossen Egon Krenz. Wir stehen fest an der Seite Kubas. In: RotFuchs. rotfuchs.net (PDF)
- Gefängnis-Notizen. edition ost, Berlim 2009, ISBN 978-3-360-01801-4.
- Deutsche Jubiläen und Lehren der Geschichte. In: STOPP NATO! 60 Jahre Nato. 60 Jahre Bedrohung des Friedens. Verlag Wiljo Heinen, Berlim 2009, ISBN 978-3-939828-38-9.
- Er hätte uns gescholten. In: „Aber ich glaube an den Triumph der Wahrheit“: Ernst Thälmann zum 125. Geburtstag. Eberhard Czichon (Hrsg.), mit Beiträgen von Margot Honecker und anderen. Heinen Verlag, Berlim 2011, ISBN 978-3-939828-66-2.
- Als Herausgeber: Walter Ulbricht. Zeitzeugen erinnern sich. Verlag Das Neue Berlin, Berlim 2013, ISBN 978-3-360-02160-1.
- Zeuge des Jahrhunderts. In: Horst Sindermann. Vor Tageslicht. Autobiografie. edition ost, Berlim 2015, ISBN 978-3-360-01871-7, S. 7–30.
- „Ich will hier nicht das letzte Wort“ – Heinz Rudolf Kunze und Egon Krenz im Gespräch. Interview-Buch. 158 Seiten, Berlim 2016, ISBN 978-3-355-01845-6
- China. Wie ich es sehe. edition ost, Berlim 2018, ISBN 978-3-360-01885-4.
- Wir und die Russen. Die Beziehungen zwischen Berlin und Moskau im Herbst ’89. edition ost, Berlim 2019, ISBN 978-3-360-01888-5.
- Komm mir nicht mit Rechtsstaat: Friedrich Wolff und Egon Krenz im Gespräch, edition ost, Berlim 2021, ISBN 978-3-360-01895-3.
- Aufbruch und Aufstieg. Erinnerungen, Verlag Edition Ost, Berlim 2022, ISBN 978-3-360-02805-1.